# عروس پابرهنه
عروس پابرهنه فیلمی به کارگردانی و نویسندگی سیامک یاسمی محصول سال ۱۳۵۳ است.

## خلاصه داستان
با فوت اخترالملوک ثروتش به فریده (جمیله) می‌رسد که بیست سال پیش گم شده است...

## بازیگران
- رضا بیک ایمانوردی
- جمیله
- علی میری
- حمیده خیرآبادی
- زهره جلیلوند
- کارمن
- نعمت‌اله پیشواییان
- عباس مختاری
- سیامک اطلسی
- اکبر خواجوی
- علی بشارت
- بصیری
- اکبر اصفهانی
- داوود مولایی
- ناصر رهبری
- مهران
- نوبهار
- پریچهر
- سیمین
- فریده
- اصغر سمسارزاده
- داریوش اسدزاده
- حسن رضیانی